# District de Nasirabad
Le district de Nasirabad (en ourdou : نصِیر آباد) ou anciennement district de Tamboo est une subdivision administrative du centre-ouest de la province du Baloutchistan au Pakistan. Créé en 1974, le district a pour capitale Dera Murad Jamali.
Le district est essentiellement rural peu développé. Il est peuplé de quelque 500 000 habitants en 2017, principalement des tribus baloutches. Surtout pauvre et isolé, la population vit de l'agriculture.

## Histoire

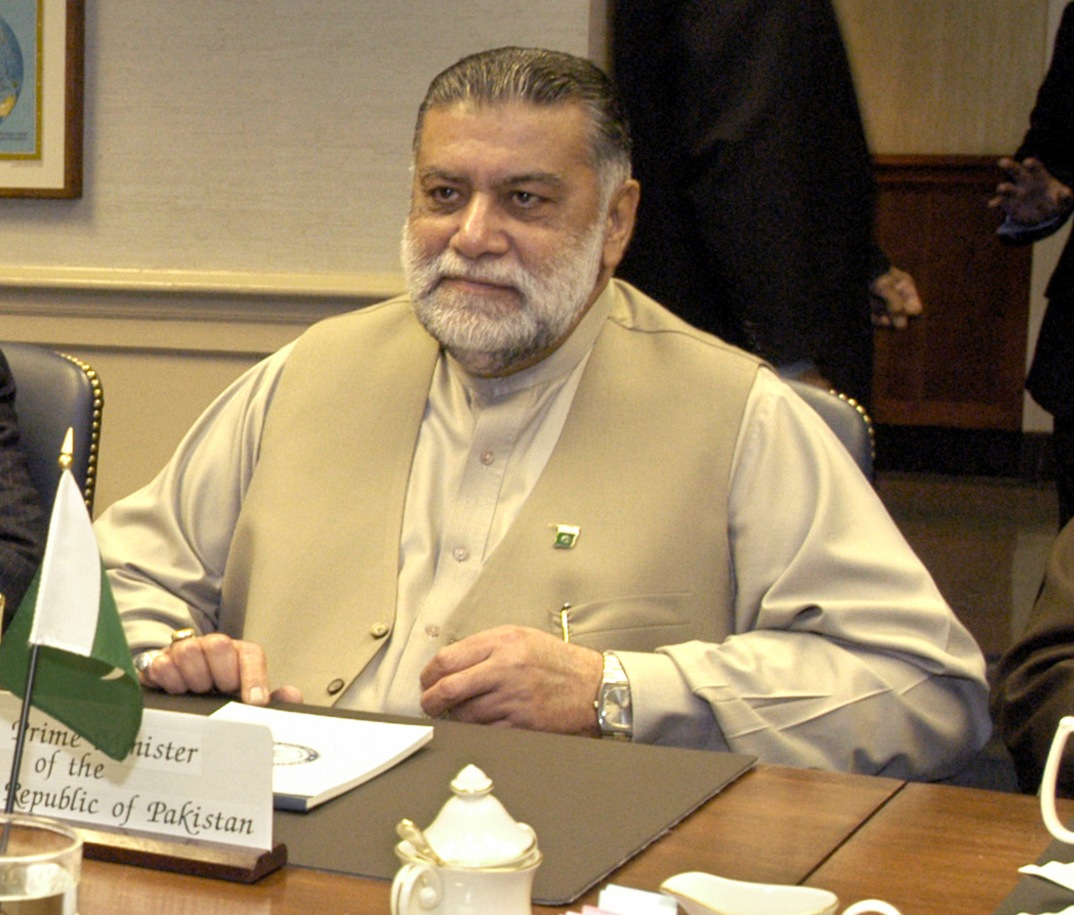
Zafarullah Khan Jamali, homme politique du district.

Le district de Nasirabad a été créé en 1974 à partir de district de Sibi, et est nommé d'après Nasir Khan Ier. Entre 1987 et 1990, il est nommé district de Tamboo. Le district perd une partie de sa superficie avec la création du district de Jafarabad en 1987.
Originaire du district, né au sein d'une famille baloutche influente, Zafarullah Khan Jamali a été Premier ministre entre 2002 et 2004.
Le 14 juillet 2008, le district est le théâtre des crimes d'honneur de Baba Kot qui choquent le pays.

## Démographie
Lors du recensement de 1998, la population du district a été évaluée à 245 894 personnes, dont environ 16 % d'urbains. Le taux d'alphabétisation était de 13 % environ, bien moins que la moyenne nationale de 44 %.
En 2013, l'alphabétisation est estimée à 24 % par les autorités, dont 36 % pour les hommes et 9 % pour les femmes.
Le recensement suivant mené en 2017 pointe une population de 490 538 habitants, soit une croissance annuelle de 3,7 %, supérieure aux moyennes provinciale et nationale de 3,4 % et 2,4 % respectivement. Le taux d'urbanisation augmente légèrement, à 20 %.
Le district accueille en majorité des tribus baloutches parlant baloutchi ou brahoui (les Umranis, Khosas, Bijaranis, Kanranis, Gajanis, Nindwanis, Bajkanis et Jamalis) et quelques minorités Sindis et Saraikis,. Près de 96,5 % de la population est musulmane, environ 1 % est hindoue et 0,5 % chrétienne, ainsi que quelques sikhs.

## Administration
Le district est divisé en quatre tehsils ou sous-tehsils ainsi que 31 Union Councils.
| Tehsil            | Population (rec. 2017) |
| ----------------- | ---------------------- |
| Baba Kot          | 49 459                 |
| Chattar           | 75 330                 |
| Dera Murad Jamali | 234 581                |
| Tamboo            | 131 168                |

La capitale Dera Murad Jamali est la seule localité à être considérée comme une zone urbaine par les autorités de recensement, et accueille 20 % de la population du district. 
| Ville             | Population (rec. 2017) |
| ----------------- | ---------------------- |
| Dera Murad Jamali | 96 591                 |

## Économie et éducation
La population de Nasirabad est principalement pauvre et l'agriculture est le principal moyen de subsistance. Le nord du district bénéficie d'un système d’irrigation, l'un des plus performants de la province, tandis que le sud est dépendant de pluies irrégulières. Le district produit surtout du blé, sorgo, orge, moutarde et riz notamment.
Les services publics sont peu développés dans le district, notamment les infrastructures scolaires qui sont manquantes. Seuls 38 % des enfants sont scolarisés dans le primaire en 2014, et ce taux baisse à 18 % pour l'enseignement secondaire.

## Politique
Depuis le redécoupage électoral de 2018, le district partage avec les districts de Kachhi et Jhal Magsi la circonscription no 260 pour l'Assemblée nationale et est pleinement représenté par les circonscriptions 11 et 12 de l'Assemblée provinciale du Baloutchistan. Lors des élections législatives de 2018, elles sont toutes remportées par des candidats du Parti baloutche Awami,.
| Parti                                      | Voix (provincial) | %       | Élus provinciaux |
| ------------------------------------------ | ----------------- | ------- | ---------------- |
| Parti baloutche Awami                      | 25 456            | 34,80 % | 2                |
| Mouvement du Pakistan pour la justice      | 7 080             | 9,68 %  | 0                |
| Parti du peuple pakistanais                | 6 978             | 9,54 %  | 0                |
| Muttahida Majlis-e-Amal                    | 6 589             | 9,01 %  | 0                |
| Autres partis                              | 6 989             | 9,55 %  | 0                |
| Indépendants                               | 20 055            | 27,42 % | 0                |
| Total exprimés (participation : 39,5 %)    | 73 147            | 100 %   | 2                |
| Source : Commission électorale du Pakistan |                   |         |                  |